# Pavel Laub
Pavel Laub (* 2. února 1953) je bývalý český fotbalový brankář.

## Fotbalová kariéra
V československé lize chytal za Škodu Plzeň v sezonách 1970/71 a 1975/76. Nastoupil v 11 ligových utkáních.
S druholigovým mužstvem Auto Škoda Mladá Boleslav se v sezoně 1977/78 probojoval do finále Českého poháru proti Baníku Ostrava. Odchytal úvodní finálové utkání v Mladé Boleslavi, které domácí ve středu 1. března 1978 před 5 800 diváky vyhráli 1:0. Odvetné utkání v Ostravě, které se hrálo ve středu 29. března 1978, odchytal brankář Vaňousek a Baník je vyhrál 2:0. Postoupil tak do finále Československého poháru proti vítězi Slovenského poháru Jednotě Trenčín.

## Ligová bilance
| Ročník                                   | Zápasy | Góly | Minuty | Nuly | Klub        |
| ---------------------------------------- | ------ | ---- | ------ | ---- | ----------- |
| 1. československá fotbalová liga 1970/71 | 7      | 0    | 585    | 0    | Škoda Plzeň |
| 1. československá fotbalová liga 1975/76 | 4      | 0    | 246    | 0    | Škoda Plzeň |
| CELKEM                                   | 11     | 0    | 831    | 0    |             |